# د. هاميلتون جاكسون
د. هاميلتون جاكسون (بالإنجليزية: D. Hamilton Jackson)‏ هو أستاذ مدرسة وقاضي ونقابي وصحفي وسياسي أمريكي، ولد في 28 سبتمبر 1885 في الولايات المتحدة، وتوفي بنفس المكان في 30 مايو 1946.